# Aristolochia baianorii
Aristolochia baianorii là một loài thực vật có hoa trong họ Aristolochiaceae. Loài này được Sennen & Pau mô tả khoa học đầu tiên năm 1911.